# Марі Луї Декорш
Марі Луї Декорш (фр. Marie Louis Descorches, справжнє ім'я Марі Луї Сент Круа, фр. Marie Louis d`Escorches de Saint Croix, 1749—1830) — французький дипломат.

## Быографыя
Народився у французькій шляхетній сім'ї (маркіз d'Escorches de Sainte Croix), був зарахований до французької армії, досягши звання полковника в 1780 році. Відмовився від свого титулу, прийняв ім'я Descorches і став яскравим прихильником французької революції. Був французьким представником у Польщі (1791—1792) та Османській імперії (1793—1795). Він був префектом Дрому з 1800 по 1815 рік.
Отримав 1793 р. у Константинополі інструкцію ввійти у зв'язки з задунайськими козаками, щоб з їх допомогою підготувати антиросійське повстання в Україні.